# Litecoin
Litecoin (forkortet LTC eller ved symbolet Ł) er en virtuel valuta (og derudover en digital valuta og kryptovaluta), der blev skabt i oktober 2011 af Charles Lee, der er tidligere udvikler hos Google, og som var meget engageret i mine operationerne bag Bitcoin.
Skabelse og overførsler af mønter er baseret på en open source kryptografisk protokol, og bliver ikke bestyret af en central autoritet. Mens den i mange henseender er inspireret af og teknisk ligner Bitcoin, er der dog mindre tekniske forskelle i forhold til Bitcoin og andre større kryptovaluta.

## Historie
Litecoins open source kode blev offentliggjort via hjemmesiden GitHub den 7. oktober 2011 af Charlie Lee. Litecoin netværket gik online den 13. oktober 2011. Kryptovalutaen er en forgrening af Bitcoins klient, og er adskiller sig primært fra Bitcoin ved at have en hurtigere blok generering på kun to minutter og 30 sekunder (modsat Bitcoins 10 minutter), et højere antal maximale mønter tilgængeligt, en anderledes hashing algoritme samt mindre ændringer til den grafiske brugerflade.
I løbet af november måned 2013 steg Litecoins værdi voldsomt, med blandt andet en stigning på 100% i løbet af 24 timer. Litecoin opnåede med dette spring en markedsværdi på en milliard amerikanske dollar. I slutningen af november 2017 var markedsværdien på over 4,6 milliarder dollar, svarende til over 29 milliarder danske kroner. Det gav hver Litecoin en værdi på omkring 83 amerikanske dollar.
Den 8. december 2017 meddelte skaberen, Charlie Lee, på Twitter, at det nu var muligt at købe værdikuponer til spilnetværket Steam med Litecoins. Umiddelbart efter skete der en stor stigning i værdien af Litecoin, og d. 14. december nåede kryptovalutaen en værdi på 341 amerikanske dollar, og en markeds kapitalværdi på over 18,5 milliarder amerikanske dollar, svarende til 117 milliarder danske kroner.